# Dark Water
Dark Water är en amerikansk skräckfilm från 2005.

## Handling
Efter att ha separerat från sin make flyttar Dahlia med sin dotter Cecilia till ett nedgånget hus på Roosevelt Island i New York. När hon har flyttat in upptäcker hon en fuktfläck i taket som kommer från våningen ovanför. Där bor det dock ingen. Cecis lärare berättar att Ceci har en låtsaskompis. När Dahlia pratar med sin dotter hävdar Ceci att Natasha inte alls är någon låtsaskompis utan finns på riktigt.

## Om filmen
Filmen är en nyinspelning av den japanska skräckfilmen Honogurai mizu no soko kara från 2002.

### Skådespelare (urval)
- Jennifer Connelly - Dahlia Williams
- John C. Reilly - Mr. Murray
- Tim Roth - Jeff Platzer, advokaten
- Dougray Scott - Kyle Williams
- Pete Postlethwaite - Veeck
- Ariel Gade - Ceci Cecillia Williams
- Perla Haney-Jardine- Natasha Rimsky